# Duitsland op het Eurovisiesongfestival 2002
Duitsland deed mee aan het Eurovisiesongfestival 2002 in Tallinn. Het was de 46ste deelname van het land op het Eurovisiesongfestival.

## Selectieprocedure
Net zoals het voorbije jaar koos men ook deze keer weer voor een nationale finale.
Deze werd gehouden op 22 februari 2002 in de Ostseehalle en werd gepresenteerd door Axel Bulthaupt.
Zestien artiesten namen deel aan deze finale en de winnaar werd bepaald door televoting.

## In Kopenhagen
In de finale van het Eurovisiesongfestival 2002 moest Duitsland optreden als 18de, net na Frankrijk en voor Turkije. Op het einde van de stemming bleek dat ze op een 21ste plaats geëindigd waren met 17 punten.
Nederland deed niet mee in 2002 en België had geen punten over voor deze inzending.

### Gekregen punten
| 12 punten | 10 punten | 8 punten                | 7 punten           | 6 punten                          |
| --------- | --------- | ----------------------- | ------------------ | --------------------------------- |
|           |           |                         |                    |                                   |
| 5 punten  | 4 punten  | 3 punten                | 2 punten           | 1 punt                            |
|           | - Malta   | - Turkije - Zwitserland | - Rusland - Spanje | - Estland - Oostenrijk - Roemenië |

### Gegeven punten
Punten gegeven in de finale:
| 12 punten | Letland             |
| 10 punten | Malta               |
| 8 punten  | Verenigd Koninkrijk |
| 7 punten  | Spanje              |
| 6 punten  | Frankrijk           |
| 5 punten  | Israël              |
| 4 punten  | Estland             |
| 3 punten  | Kroatië             |
| 2 punten  | Zwitserland         |
| 1 punt    | Roemenië            |

1956 · 1957 · 1958 · 1959 · 1960 · 1961 · 1962 · 1963 · 1964 · 1965 · 1966 · 1967 · 1968 · 1969 · 1970 · 1971 · 1972 · 1973 · 1974 · 1975 · 1976 · 1977 · 1978 · 1979 · 1980 · 1981 · 1982 · 1983 · 1984 · 1985 · 1986 · 1987 · 1988 · 1989 · 1990 · 1991 · 1992 · 1993 · 1994 · 1995 · 1996 · 1997 · 1998 · 1999 · 2000 · 2001 · 2002 · 2003 · 2004 · 2005 · 2006 · 2007 · 2008 · 2009 · 2010 · 2011 · 2012 · 2013 · 2014 · 2015 · 2016 · 2017 · 2018 · 2019 · 2020 · 2021 · 2022 · 2023 · 2024 · 2025